# Azor (película)
Azor es una película dramática argentino-franco-suiza dirigida por Andreas Fontana, con guion de Fontana y Mariano Llinás. La película está protagonizada por Fabrizio Rongione y Stephanie Cléau.
La película tuvo su estreno mundial en 2021 en la edición 71° del Festival Internacional de Cine de Berlín en la sección Encuentros.

## Reparto
El elenco incluye los siguientes intérpretes:
- Fabrizio Rongione como Yvan
- Stephanie Cléau como Inés
- Elli Medeiros como Magdalena Padel Camon
- Alexandre Trocki como Frydmer
- Gilles Privat como Lombier
- Juan Pablo Geretto como Dekerman
- Carmen Iriondo como Viuda
- Yvain Juillard como Lombier
- Pablo Torre Nilson como Tatoski
- Juan Trench como Padel Camon

## Lanzamiento
Los derechos de distribución de Azor en EE.UU, Reino Unido, Irlanda, Italia, India y Turquía fueron adquiridos por la plataforma de transmisión Mubi luego de su estreno en el Festival Internacional de Cine de Berlín.

## Premios y nominaciones
A continuación se muestra la lista de premios y nominaciones recibidas por la película, intérpretes o realizadores de Azor.
| Premio        | Año  | Categoría                    | Nominado | Resultado | Ref.  |
| ------------- | ---- | ---------------------------- | -------- | --------- | ----- |
| Gotham Awards | 2021 | Mejor película internacional | Azor     | Pendiente | [ 8 ] |

## Recepción

### Comentarios de la crítica
En el sitio web de reseñas Rotten Tomatoes, el 100% de las reseñas de 45 críticos son positivas, con una calificación promedio de 8.2/10. El consenso del sitio web dice: "Un thriller extraordinariamente paciente, Azor desliza elegantemente al espectador en su frío agarre y nunca lo suelta".
La prensa argentina también alabó a la producción. Sebastián Valle de Revista HUSH otorgó a la película una calificación de 7, diciendo que tiene «Un guion inteligente, construido sobre lo no dicho, un gran fuera de campo hecho de enigmas, pistas falsas y rumores contradictorios, que forman un relato subterráneo en el que se mueve un hombre de negocios en su tour de force por los miedos y angustias de una elite que ha perdido el monopolio del saqueo, el control de las víctimas de la represión.» Por su parte, Diego Lerer de Micropsia Cine remarcó «Entre el drama y el thriller, entre el pasado y el presente, entre la experimentación formal y la tensión narrativa más clásica, la película de Fontana es una verdadera sorpresa dentro del panorama del cine hecho en la Argentina. Por un realizador extranjero, sí, pero con una innegable impronta local».